# Wünricht
Wünricht ist ein Gemeindeteil der Gemeinde Berg bei Neumarkt in der Oberpfalz im Landkreis Neumarkt in der Oberpfalz in Bayern.

## Geografie
Der Weiler liegt im Oberpfälzer Jura, ca. 7,5 km nördlich des Gemeindesitzes auf der Jurahöhe nördlich des Tales des Rohrenstadter Baches.

## Geschichte
Der Ort war ein Adelssitz, der 1270 den Herren von Thann (= Burgthann) gehörte; in diesem Jahr verkaufte Heinrich I. von Thann sein Gut zu „Uvinderuth“ an das Kloster Engelthal. 1279 gab Heinrich I. von Hilpoltstein, Ministeriale des Bischofs von Eichstätt, u. a. seinen Meierhof zu „Windereut“ an Bischof Hiltebrand von Eichstätt. 1403 verkaufte Kaspar Schweppermann, Schultheiß zu Neumarkt, „ein gut gelegen zu Winreut.“ Der Ort gehörte zum Pflegamt Pfaffenhofen-Haimburg, das die Hochgerichtsbarkeit ausübte. Diesem Pflegamt unterstanden auch die zwei Söldengüter, die in Wünricht das Kloster Gnadenberg (nach 1563 das Klosterrichteramt Gnadenberg) besaß. Weiterer Grundherr in Wünricht war die Reichsstadt Nürnberg. 1639 meldete das Klosterrichteramt Gnadenberg seine zwei Höfe in „Winried“ der kurfürstlichen Regierung in Amberg als belegungsfähig für Truppen.
Gegen Ende des Alten Reiches, um 1800, bestand Wünricht aus sechs Untertanenhöfen unterschiedlicher Größe, die fünf verschiedenen Grundherren gehörten: Zwei Viertelhöfe besaß das Klosterrichteramt Gnadenberg, einen ganzen Hof, auf dem der Untertan Falk saß, das Kastenamt Haimburg, einen Viertelhof das Stift Kastl, einen ganzen Hof, den „Dunkarhof“ die Reichsstadt Nürnberg bzw. das Pflegamt Lauf sowie einen weiteren ganzen Hof, den „Hupfer-Hof“, das Heilig-Kreuz-Spital zu Nürnberg. Das Hirtenhaus war gemeindlicher Besitz.
Im neuen Königreich Bayern (1806) wurde ein Steuerdistrikt Häuselstein gebildet, dem neben Häuselstein die Mauertsmühle, Reicheltshofen und Wünricht angehörten. Bei der Gemeindebildung um 1810/20 wurde daraus die Ruralgemeinde Häuselstein im Landgericht Kastl, das 1862 zum neuen Bezirksamt Velburg und bei dessen Auflösung im Jahr 1880 zum Bezirksamt Neumarkt in der Oberpfalz kam.
Die Gemeinde Häuselstein wurde im Zuge der Gemeindegebietsreform am 1. Mai 1972 aufgelöst; alle Orte kamen zur Gemeinde Stöckelsberg. Diese wiederum wurde am 1. Mai 1978 in die Großgemeinde Berg eingegliedert. Seitdem ist Wünricht einer von 35 Ortsteilen der Gemeinde Berg.

### Einwohnerentwicklung
- 1832: 50 (8 Häuser)[11]
- 1836: 43 (7 Häuser)[12]
- 1900: 38 (8 Wohngebäude)[13]
- 1937: 42 (37 Katholiken, 5 Protestanten)[14]
- 1961: 23 (4 Wohngebäude)[15]
- 1987: 31 (6 Wohngebäude, 7 Wohnungen)[16]
- 2015: 28 (Stand: 31. Dezember; 18 männlich, 10 weiblich)[17]

## Sehenswertes

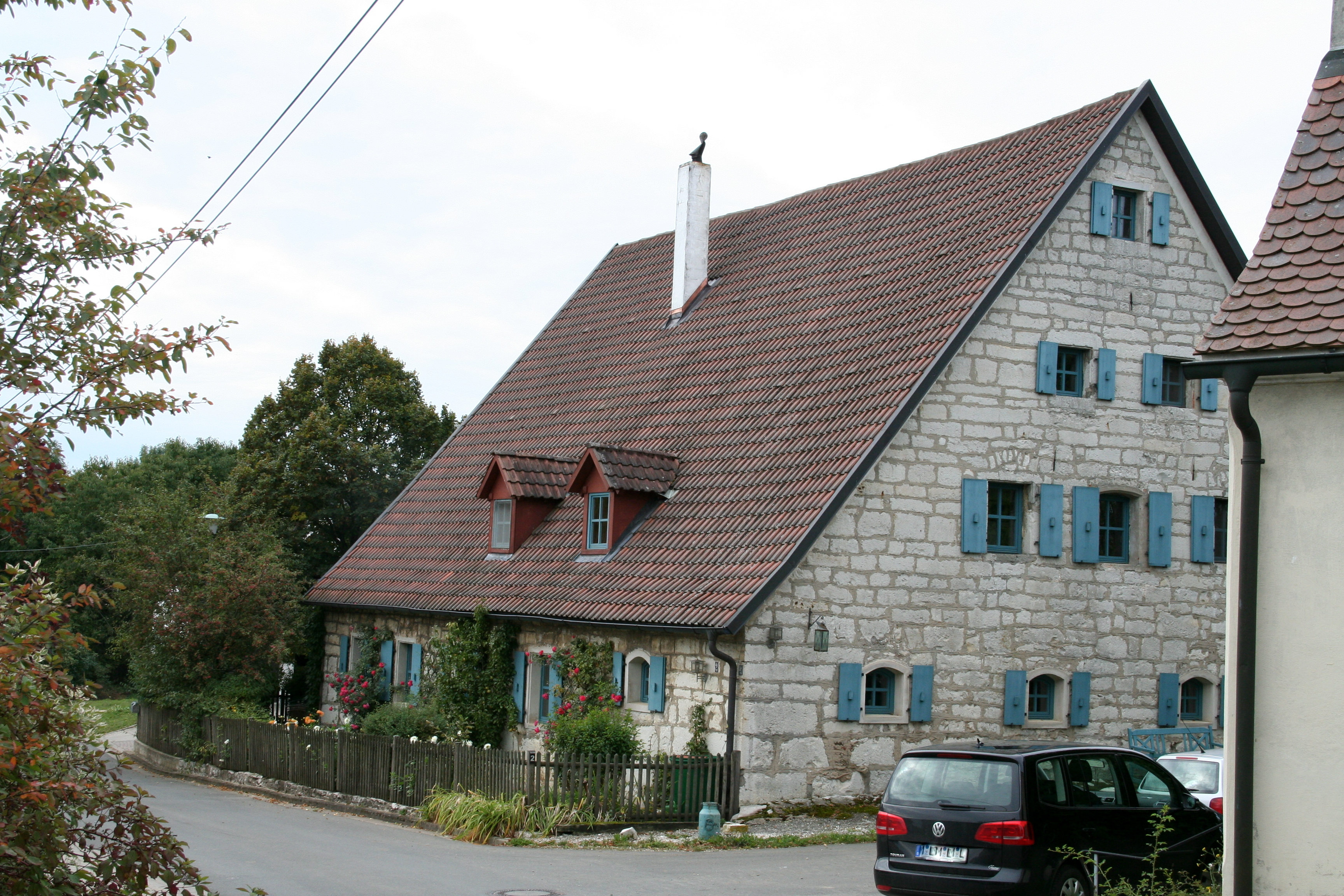
Der ehemalige Edelsitz

- Ehemaliger Edelsitz, später Bauernhaus (17./18. Jahrhundert)
- Dorfkapelle St. Maria, 1883 durch die Gemeinde an Stelle einer früheren erbaut.[18]

## Verkehrsanbindung
Wünricht ist über eine Gemeindeverbindungsstraße zu erreichen, die östlich von Reicheltshofen von der Kreisstraße NM 9 nach Süden abzweigt.

## Persönlichkeiten
- Thomas Falk, katholischer Theologe, Pfarrer in Sindlbach, Träger der Ehrenmünze des Ludwigsordens, * 19. Dezember 1790 in Wünricht; † 31. Januar 1875 in Sindlbach[19]